# Bryrup (plaats)
Bryrup is een plaats in de Deense regio Midden-Jutland, gemeente Silkeborg. De plaats telt 1567 inwoners (2008).

## Bezienswaardigheid
Bryrup had een station aan de spoorlijn Silkeborg-Horsens. Deze spoorlijn is in 1968 opgeheven. Het spoor tussen Bryrup en het 5 kilometer verderop gelegen Vrads is blijven liggen en hierop rijdt een historische stoomtrein. Op de rest van het traject zijn wandel en fietspaden aangelegd.
- Virtual International Authority File: 301662059
- WorldCat: E39PBJk4BYQ3P6dQy3TvdwKcfq